# Свети Михаил (колеж във Варна)
Вижте пояснителната страница за други значения на Свети Архангел Михаил.
Френският колеж „Свети Михаил“ е мъжко католическо училище във Варна, съществувало през първата половина на XX век.

## История
През 1897 г. във Варна пристигат шест монаха от конгрегацията на успенците. Един от тях е отец Александър Шилие – основателя на френския колеж „Свети Августин“ в Пловдив. През 1899 г. те основават колежа „Свети Михаил“, който е клон на пловдивския колеж.
Сградата на колежа е построена през 1905 г. по проект на арх. Пернигони и изпълнител на строежа – арх. Дабко Дабков. През 1924 г. по проект на Дабков сградата е разширена. По същото време дирекционното здание на колежа е настроено с един етаж от арх. Александър Дубовик. Този етаж е използван за пансион. В двора на колежа е построен и параклисът „Свети Архангел Михаил“.
Първоначално са се обучавали момчета до V гимназиален клас. До Балканската война колежът има около стотина ученици. Преподаването ставало на френски по френски учебници, а на български се изучавали български език, история и география. По-късно в училището задължително се изучавал немски език. С годините към колежа са организирани хор и фанфарна музика. Възпитаниците на колежа формирали успешни отбори по футбол и баскетбол и първи в града започнали да играят волейбол.
Преподаватели в колежа са били отците Прива Белар, Озон Дампера, Мари-Жерма Филиол, Павел Джиджов, Йосафат Шишков, писателят Любомир Генчев и др.
Колежът е закрит през 1934 г. На незавършилите е разрешено да учат в девическия колеж „Свети Андрей“, с което той става смесена гимназия.
Сградата на колежа е съборена. Запазени са дирекционното здание, където от 1994 г. се помещава манастирът на сестрите от ордена на „Майка Тереза“ и параклисът.

## Възпитаници
- Пол Жан Дюрони – испански вицеконсул във Варна